# Escut de Tagamanent
L'escut oficial de Tagamanent té el següent blasonament:
Escut caironat: losanjat d'or i de sable. Per timbre una corona mural de poble.

## Història
Va ser aprovat el 2 d'abril de 1993 i publicat al DOGC el 23 del mateix mes amb el número 1736.
El losanjat d'or i de sable són les armes dels Tagamanent, senyors del castell del poble des del 1082.